# Alexander Dobrindt
Alexander Dobrindt (* 7. června 1970 Peißenberg) je německý politik za Křesťansko-sociální unii Bavorska (CSU). Od voleb v září 2017 je předsedou frakce CSU v Německém spolkovém sněmu. Předtím byl od 17. prosince 2013 do 24. října 2017 spolkovým ministrem pro dopravu a digitální infrastrukturu v třetí vládě Angely Merkelové a ještě předtím od 9. února 2009 do 15. prosince 2013 generálním tajemníkem Křesťansko-sociální unie Bavorska. V květnu 2025 se stal německým ministrem vnitra ve vládě vláda Friedricha Merze.
Vystudoval sociologii na Mnichovské univerzitě. Je římskokatolického vyznání. Od roku 2006 je ženatý a má jednoho syna.